# Estadi General Severiano
L'Estadi General Severiano fou un estadi de futbol de la ciutat de Rio de Janeiro, Brasil. Va ser la seu del club Botafogo i va tenir una capacitat màxima de 20.000 espectadors.
Va ser construït el 1912, i inaugurat el 12 de maig de 1913, quan el Botafogo derrotà el Flamengo per 1 a 0. Després de deu anys de remodelació, liderat per l'arquitecte Rafael Galvão, fou inaugurat de nou el 28 d'agost de 1938, amb el partit Botafogo 3 Fluminense 2. L'estadi fou tancat durant els anys 1970, i finalment demolit el 1977.

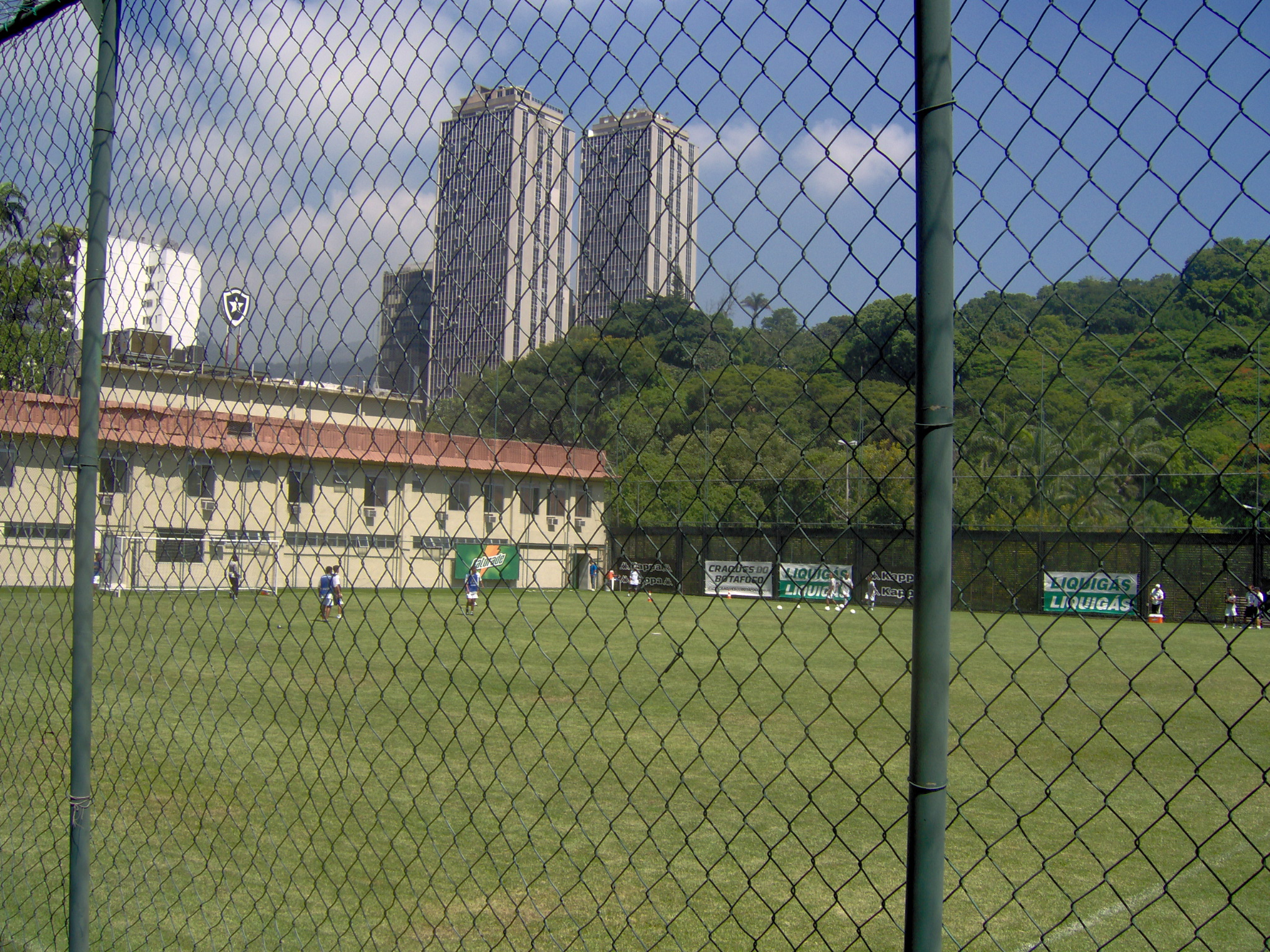
CT João Saldanha.

Anys més tard, un centre d'entrenament anomenat Centro de Treinamento João Saldanha fou construït en el mateix lloc on abans era l'estadi General Severiano, inaugurat el 29 de maig de 2004.